# Набережна Орфевр (фільм)
«Набережна Орфевр» (інший переклад назви — «Набережна ювелірів»; фр. Quai des orfèvres) — французька кримінальна драма 1947 року, поставлена режисером Анрі-Жоржем Клузо за романом бельгійського письменника Станісласа-Андре Стемана «Допустима самооборона» (фр. Légitime défense, 1942). Назва фільму пов'язана з адресою, за якою розташований комісаріат паризької поліції, — Набережна Орфевр, 36. За роботу над цим фільмом Анрі-Жорж Клузо отримав приз за найкращу режисерську роботу на Венеційському міжнародному кінофестивалі 1947 року .

## Сюжет
Перед співачкою Женні Ламур відкриваються перспективи кар'єри в невеликому мюзик-холі. Женні, що виросла у бідній сім'ї, життєрадісна, цілеспрямована і амбітна. Продюсер Бріньон, розпусний старий, великий любитель подивитися на голих красунь перед об'єктивом, приваблює її вигідним контрактом. Проте Моріс, чоловік Женні, а за сумісництвом — її піаніст-акомпаніатор, ревнує, як тигр. Він при свідках погрожує Бріньону розправою. Дізнавшись, що Женні серед ночі вирушила на побачення до старого, він поспішає до будинку Бріньона з твердим наміром убити його, проте виявляє, що роботу вже зроблено: бездиханний Бріньон лежить в калюжі крові. Женні зізнається найкращій подрузі — фотографові Дорі, що палає до Женні нерозділеним коханням, — що це вона убила Бріньона, ударивши його по голові пляшкою шампанського. За її словами, він занадто розпустив руки.
Розслідування веде інспектор Антуан, що живе з сином — маленьким негреням, привезеним з колоній. Моріс — підозрюваний № 1. Усі докази проти нього. Його заарештовують; у різдвяну ніч він намагається перерізати собі вени в камері. Проте допомога приходить вчасно: його життя врятоване. Женні у відчаї в усьому зізнається інспекторові. Проте Антуан вже знайшов справжнього вбивцю: дрібного шахрая і автомобільного злодія.

## В ролях
| Луї Жуве        | ···· | інспектор Антуан   |
| Сюзі Делер      | ···· | Женні Ламур        |
| Сімона Ренан    | ···· | Дора               |
| Бернар Бліє     | ···· | Моріс Мартіно      |
| Шарль Дюллен    | ···· | Бріньон            |
| П'єр Ларкей     | ···· | Еміль              |
| Реймон Бюссьєр  | ···· | Альбер             |
| Рене Бланкар    | ···· | начальник поліції  |
| Лео Лапара      | ···· | Марчетті           |
| Клодін Дюпуї    | ···· | Манон              |
| Жанна Фюзьє-Жир | ···· | дама в роздягальні |

## Визнання
| Нагороди та номінації фільму «Набережна Орфевр» | Нагороди та номінації фільму «Набережна Орфевр» | Нагороди та номінації фільму «Набережна Орфевр» | Нагороди та номінації фільму «Набережна Орфевр» | Нагороди та номінації фільму «Набережна Орфевр» | Нагороди та номінації фільму «Набережна Орфевр» |
| Рік                                             | Кінофестиваль/кінопремія                        | Категорія/нагорода                              | Номінант                                        | Результат                                       |                                                 |
| ----------------------------------------------- | ----------------------------------------------- | ----------------------------------------------- | ----------------------------------------------- | ----------------------------------------------- | ----------------------------------------------- |
| 1947                                            | Венеційський міжнародний кінофестиваль          | Міжнародний Гран-прі                            | Набережна Орфевр                                | Номінація                                       |                                                 |
| 1947                                            | Венеційський міжнародний кінофестиваль          | Найкращий режисер                               | Анрі-Жорж Клузо                                 | Перемога                                        |                                                 |
| 1949                                            | Премія Алана Едгара По                          | Найкращий іноземний фільм                       | Набережна Орфевр                                | Перемога                                        |                                                 |